# Nationaal park William Bay
Het nationaal park William Bay is een nationaal park in de regio Great Southern in West-Australië.
Het park is bereikbaar vanaf de South Coast Highway tussen Walpole en Denmark. Het ligt 437 kilometer ten oostzuidoosten van de West-Australische hoofdstad Perth, 54 kilometer ten oosten van Walpole en 70 kilometer ten westen van Albany. Het meest nabij gelegen plaatsje is Denmark.
Nationaal park William Bay werd naar de gelijknamige baai vernoemd. Landmeter-generaal John Septimus Roes assistent Alfred Hillman vernoemde de baai in de jaren 1830 naar zijn vriend de Britse poolreiziger William Edward Parry. Andere bronnen noemen kapitein Thomas Bannister als de naamgever. Voor de Europese kolonisatie leefden de Minang Nyungah in de streek.
Het park ligt aan de Indische Oceaan en strekt zich uit van 'Mazzoletti Beach' in het westen tot 'Lights Beach' in het oosten. De belangrijkste trekpleisters zijn 'Greens Pool', 'Elephant Rocks', 'Waterfall Beach', 'Madfish Bay' en 'Lights Beach'. Aan de 'Greens Pool', waar gezwommen en gesnorkeld kan worden, zijn toiletfaciliteiten en een autoparking voorzien. Het ongeveer duizend kilometer lange Bibbulmunwandelpad slingert door het park. Vanop 'Tower Hill' heeft men een panoramisch uitzicht over het park. In het park geldt het Leave No Trace-principe.
In 2008 werden in het park specimen van de Archaeidae aangetroffen. Het park is een broedplaats voor onder meer de kwetsbare zwartkopplevier.

## Galerij

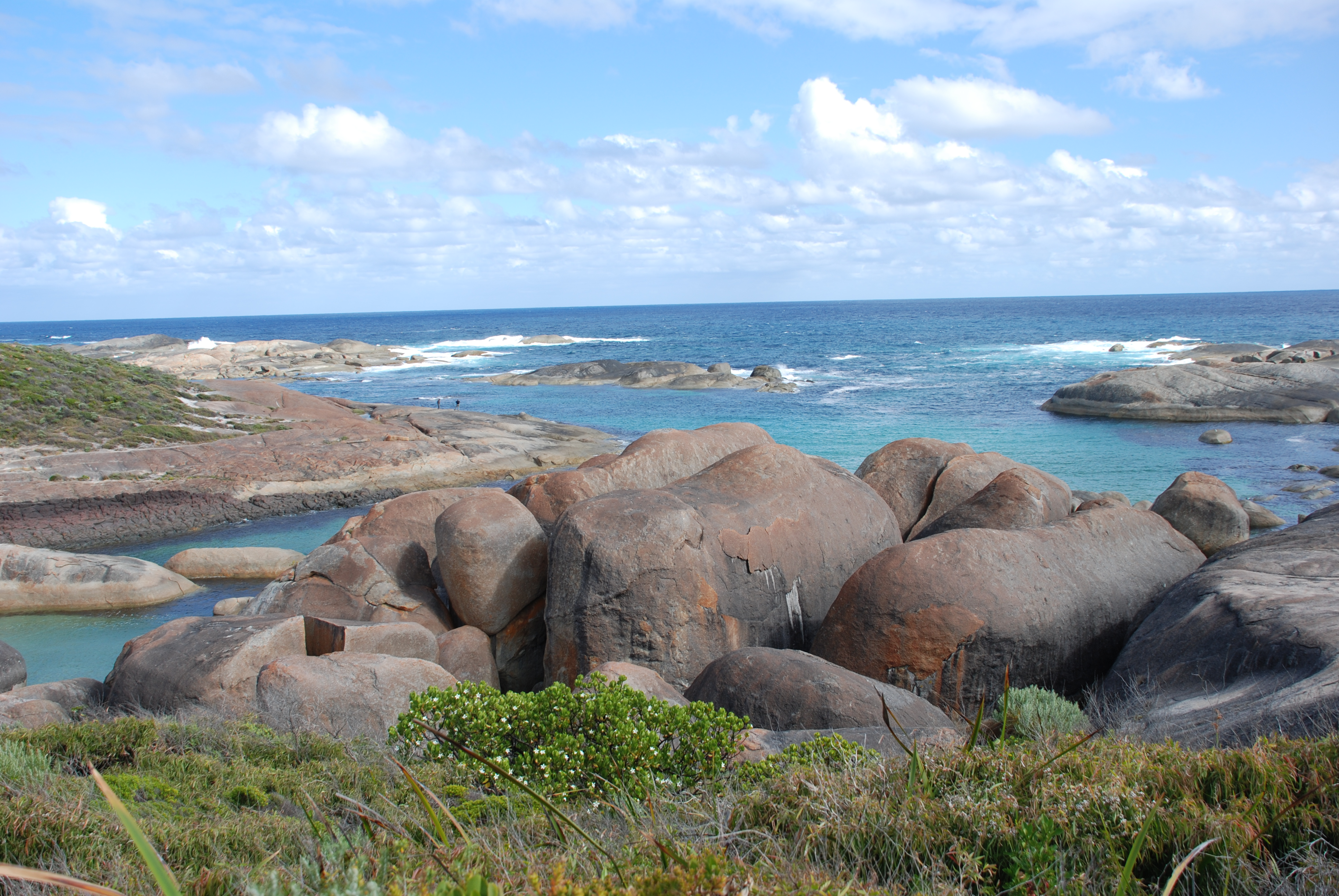
'Elephant Rocks'
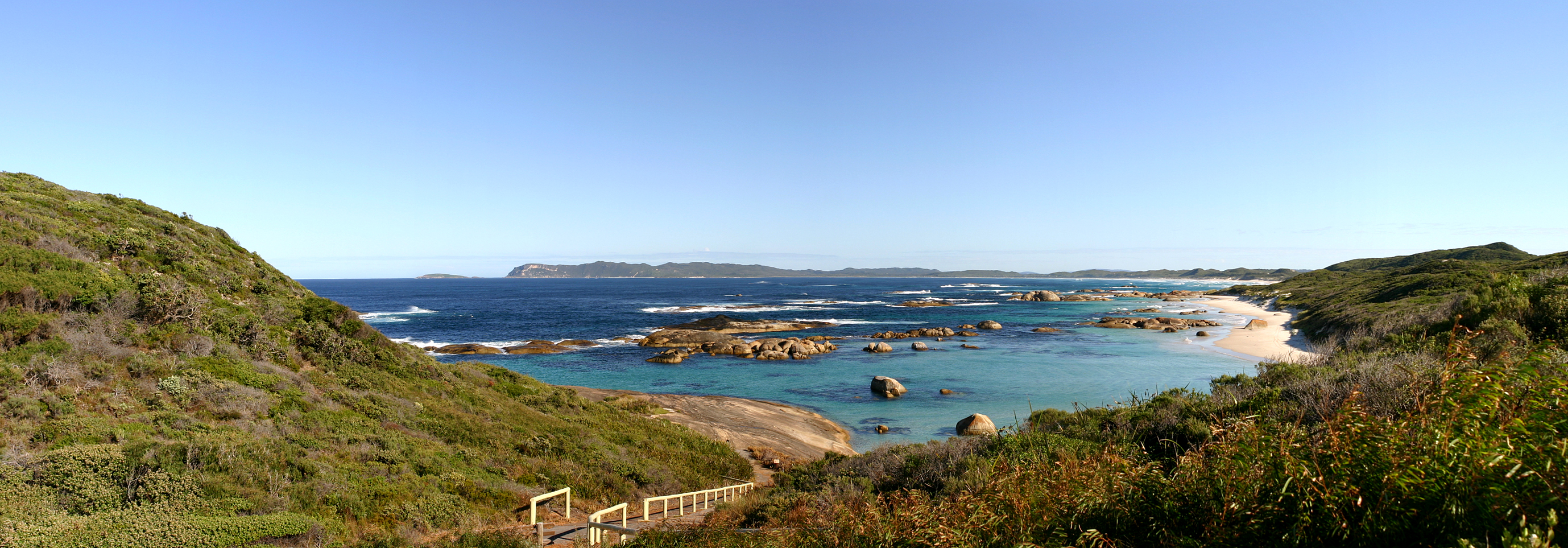
'Greens Pool'
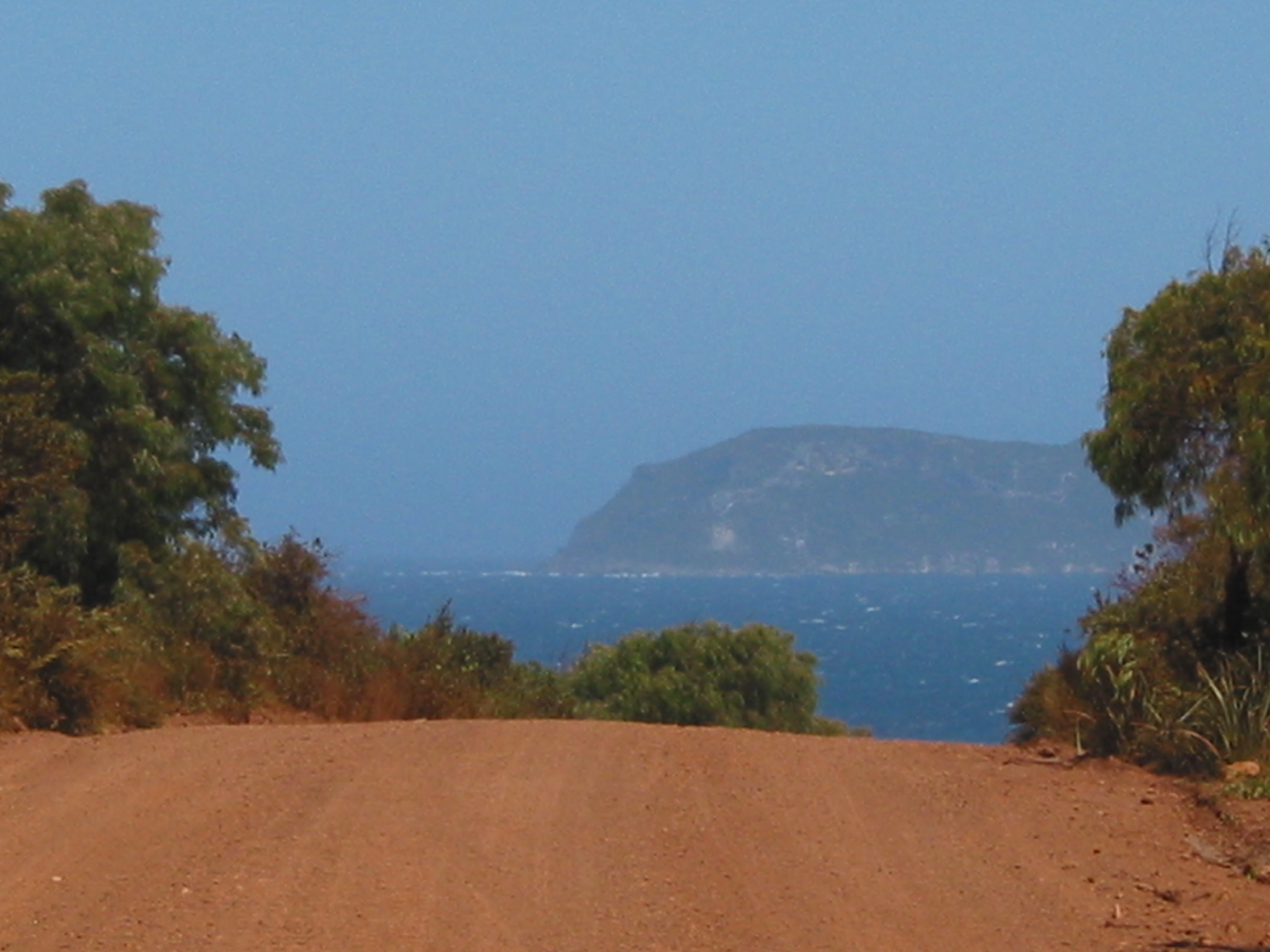
'William Bay National Park'
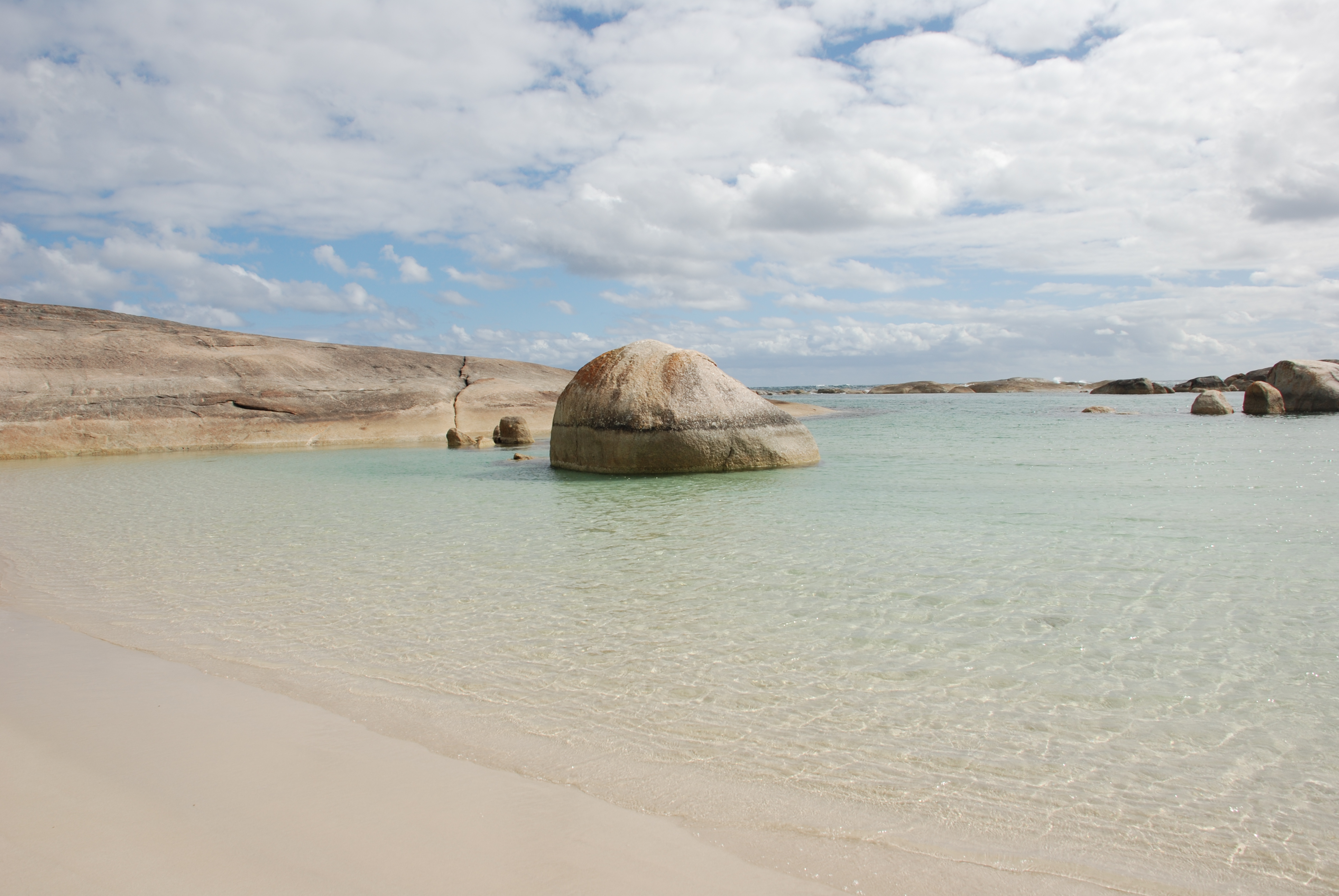
'Greens Pool'